# Madsen Pirie
Duncan Madsen Pirie (nacido el 24 de agosto de 1940) es un investigador y autor británico. Es cofundador y actual presidente del Instituto Adam Smith, un think tank neoliberal Reino Unido que ha estado en funcionamiento desde 1978.

## Primeros años y educación
Nacido en Hull, Pirie es hijo de Douglas Pirie y Eva Madsen. De niño asistió a la Escuela de la Fundación Humberstone (también conocida como Escuela primaria Clee para niños y más tarde Matthew Humberstone Comprehensive School) en Old Clee, Lincolnshire.
Se graduó con una MA (licenciatura) en Historia de la Universidad de Edimburgo (1970). Asistió a la Universidad de St Andrews, se unió a la Asociación Conservadora, y se graduó con un doctorado en Filosofía en 1974. Obtuvo un MPhil en Economía de la Tierra de Pembroke College, Cambridge (1997).

## Carrera profesional
Antes de cofundar el Instituto Adam Smith, Pirie trabajó para la Cámara de Representantes de los Estados Unidos. Fue profesor visitante distinguido de lógica y filosofía en el privado Hillsdale College, Hillsdale, Michigan, EE. UU.
Pirie fue uno de los tres británicos residentes en los Estados Unidos que fundaron el Instituto Adam Smith, think tank con sede en el Reino Unido que defiende las ideas de la política de libre mercado y la eliminación de los controles económicos gubernamentales. En enero de 2010, Foreign Policy y la Universidad de Pensilvania nombraron al Instituto Adam Smith entre los 10 mejores think tanks del mundo fuera de los EE. UU. Pirie se desempeñó como presidente de la organización.
Su trabajo para ayudar a desarrollar la Carta de servicio lo llevó a ser nombrado miembro del Panel Asesor del Primer Ministro británico John Major de 1991 a 1995.[cita requerida]
Pirie es autor en varios campos, incluida la filosofía, la economía y la ciencia ficción.

## Obra

### No ficticia
- Economía y gobierno local (Instituto Adam Smith, con Eamonn Butler, 1981)
- Estrategia dos (1981)
- La lógica de la economía (Instituto Adam Smith, 1982)
- Puertos libres (Instituto Adam Smith, con Eamonn Butler, 1983)
- Pon a prueba tu coeficiente intelectual (con Eamonn Butler, 1983)
- El futuro de las pensiones (1983)
- Ayuda de la empresa: soluciones de mercado al problema del desarrollo (1984)
- The Book of Falacy: A Training Manual for Intellectual Subversives (Routledge, 1985)
- Desmantelando el Estado: la teoría (Centro Nacional de Análisis de Políticas, 1985)
- Privatización: teoría, práctica y elección (Avebury, 1988)[8]
- La salud de las naciones (Instituto Adam Smith, con Eamonn Butler, 1988)
- The Health Alternatives (Instituto Adam Smith, con Eamonn Butler, 1988)
- Ilustración: Cambiando el sistema (con Eamonn Butler, 1988)
- Unidades de gestión sanitaria (con Eamonn Butler, 1988)
- Gestionar una mejor salud (con Michael Goldsmith, 1988)
- Extending Care (con Eamonn Butler, 1989)
- Frenar el crimen: sus orígenes, patrón y prevención (con Sir John Wheeler, Mary Tuck, Barry Poyner, 1989)
- Más amplio todavía y más amplio: Europa y el Este (con Peter Young y Norman Stone, 1990)
- Aumente su coeficiente intelectual (con Eamonn Butler, 1991)
- Carta de los ciudadanos (1991)
- Proyecto para una revolución (1993)
- El fin del estado del bienestar (con Michael Bell, Eamonn Butler, David Marsland, 1994)
- Visión 20-20: Objetivos para Gran Bretaña (1994)
- Libro del CI de Sherlock Holmes: Pon a prueba tu CI contra el gran detective (con Eamonn Butler, 1995)
- IQ Puzzlers (con Eamonn Butler, 1995)
- Fortune Account (con Eamonn Butler, 1995)
- The Millennial Generation (con Robert M. Worcester, 1998)
- Los próximos líderes (con Robert M. Worcester, 1999)
- Cómo ganar todos los argumentos: el uso y abuso de la lógica (Continuum, 2007)
- Libertad 101 (2008)
- Política de base cero (2009)
- 101 grandes pensadores: creadores del pensamiento moderno (Continuum, 2009)
- Economía simplificada: cómo funcionan realmente el dinero, el comercio y los mercados (2011)
- Think Tank: La historia del Instituto Adam Smith (BiteBack, 2012)
- Prueba y error y la idea del progreso (Adam Smith Institute, 2015)

### Ficción
- Las aguas de Andros (2007)
- Hijos de la noche (2007)
- Visitante oscuro (2007)
- Los guerreros esmeralda (2011)
- Chico árbol (2012)
- Amanecer plateado (2013)
- Juegos de equipo (2013)
- Spelthorpe (2016)